# هالدتون (اکلاهما)
هالدتون(به انگلیسی: Healdton) شهری در ایالت اکلاهما کشور ایالات متحده آمریکا است که جمعیت آن در سرشماری سال ۲۰۱۰ میلادی، ۲٬۷۸۸ نفر بوده‌است.